# أبرشية الأقباط الأرثوذكس في لوس أنجلوس وجنوب كاليفورنيا وهاواي
أبرشية الأقباط الأرثوذكس في لوس أنجلوس وجنوب كاليفورنيا وهاواي ، هي أبرشية الكنيسة القبطية الأرثوذكسية التي تأسست عام 1995. ويترأسها حاليًا المطران سيرابيون أسقف لوس أنجلوس ومطران جنوب كاليفورنيا وهاواي.

## تاريخ

### المجتمع القبطي المبكر
بعد إصدار قانون الهجرة لعام 1965 ، تمكن المزيد من الأقباط من دخول الولايات المتحدة بحثًا عن الحرية الدينية والاستقرار السياسي والظروف المعيشية الأفضل. وجد الأقباط الذين هاجروا إلى جنوب كاليفورنيا المناخ والطقس المشابه لمصر، وبالتالي شجعوا المزيد من أقاربهم على الانتقال إلى كاليفورنيا ؛ نتيجة لذلك، قفز عدد الأقباط في جنوب كاليفورنيا من حوالي 50 فردًا فقط في عام 1963 ، ليصبحوا بالمئات في السنوات التالية. خلال هذه السنوات المبكرة، لم تكن هناك كنائس محلية أو رجال دين في المنطقة، وكانت القداسات تقام من قبل الكهنة الزائرين مرة واحدة في السنة. كان بعض المصلين يحضرون أيضًا قداسات الطوائف الأرثوذكسية الأخرى بشكل منتظم، ويحضرون اجتماعات دراسة الكتاب المقدس في المنازل.
في عام 1969 ، أرسل البابا كيرلس السادس القمص بيشوي كامل ، والقمص تادرس يعقوب ملطي لخدمة الشعب القبطي في لوس أنجلوس. في عام 1970 ، تم إنشاء أول كنيسة قبطية في لوس أنجلوس، وهي كنيسة مار مرقس القبطية الأرثوذكسية . في أواخر عام 1973 رُسم الأب أنطونيوس حنين كاهنًا وهو من شعب الكنيسة. بعد عودة القمص بيشوي كامل إلى الولايات المتحدة في عام 1974 ، تم شراء كنيسة ثانية، وهي كنيسة السيدة العذراء مريم القبطية الأرثوذكسية، في لوس أنجلوس.
في عام 1977 ، زار البابا شنودة الثالث لوس انجلوس خلال رحلته الرعوية التي استمرت شهرين إلى الدول الاجنبية. خلال زيارته لاحظ الحاجة إلى تطوير الخدمات في جميع أنحاء الدول الاجنبية وخاصة في جنوب كاليفورنيا. في عام 1980 ، تم إنشاء كنيستين جديدتين لخدمة المنطقة، القديس جورج في بيلفلاور ورئيس الملائكة ميخائيل في سانتا آنا. بعد الزيارة الثانية في عام 1989 ، بدأ البابا شنودة الثالث في زيارة كاليفورنيا سنويًا، وإنشاء المزيد من الكنائس، ورسم المزيد من الكهنة.
بحلول عام 1995 ، كان في جنوب كاليفورنيا 15 كنيسة و 19 كاهناً. خلال الزيارة في ذلك العام، أعلن البابا شنودة الثالث أن المنطقة قد نمت بما يكفي لانشاء إنشاء أسقفية محلية.

### أبرشية
في عام 1995 ، وقع الشعب القبطي في لوس أنجلوس على عريضة ترشح فيها الأسقف سرابيون ، الذي كان آنذاك أسقفًا عامًا ساعد البابا خلال زياراته لهم، ليكون أسقفه الأبرشية. دعا البابا شنودة الثالث المطران سرابيون ليكون أسقف لوس أنجلوس وجنوب كاليفورنيا وهاواي في 14 نوفمبر 1995 في البطريركية القبطية بالقاهرة. وصل الأسقف سرابيون إلى لوس أنجلوس في 23 كانون الأول (ديسمبر) 1995 ، وقام ستة أساقفة بتنصيبه على الكرسي الاسقفي، بحضور العديد من الكهنة ومئات الشمامسة وحشد من المصلين.
في 20 يونيو 2013 ، أصدر البابا تواضروس الثاني مرسوماً بإنضمام كنيسة رئيس الملائكة ميخائيل وكنيسة رئيس الملائكة غابرييل في فريسنو الي الأبرشية.
في 28 فبراير 2016 ، رفع البابا تواضروس الثاني الأسقف سرابيون إلى الكرامة الأسقفية للمطران. كما دعا البابا تواضروس الثاني أسقفين لمساعدة المطران سرابيون في الخدمة، الأسقف أبراهام والأسقف كيرلس.
في 15 فبراير 2019 ، انتقل الأنبا سوريال لمساعدة المطران سرابيون في خدمة الأبرشية.

## إحصائيات
| عام  | عدد الكنائس | الشمامسة | أخوات | كهنة   | كهنة   | كهنة    | الأساقفة |
| ---- | ----------- | -------- | ----- | ------ | ------ | ------- | -------- |
| عام  | عدد الكنائس | الشمامسة | أخوات | الكهنة | قمامصة | المجموع | الأساقفة |
| 1970 | 1           | -        |       | -      | -      | 1       | -        |
| 1975 | 2           | -        |       | -      | -      | 2       | -        |
| 1980 | 3           | -        |       | -      | -      | 3       | -        |
| 1985 | 5           | -        |       | -      | -      | 5       | -        |
| 1990 | 13          | -        |       | -      | -      | 12      | -        |
| 1995 | 15          | -        |       | -      | -      | 19      | 1        |
| 2000 | 22          | -        |       | -      | -      | 26      | 1        |
| 2005 | 28          | -        |       | -      | -      | 42      | 1        |
| 2008 | 31          | 5        |       | 34     | 13     | 47      | 1        |
| 2020 | 43          | 12       |       | 38     | 21     | 59      | 4        |
| 2021 | 48          | 11       | 2     | 40     | 21     | 61      | 4        |

تضم الأبرشية المقاطعات الواقعة في أقصى جنوب ولاية كاليفورنيا، بالإضافة إلى ولاية هاواي بأكملها. نظرًا لكبر حجم الأبرشية، فإنها مقسمة إداريًا إلى خمس مناطق وهم أربع مناطق في جنوب كاليفورنيا، ومنطقة هاواي.

### منطقة هاواي
يشمل كامل ولاية هاواي.

### المنطقة الشرقية
تشمل الرعايا الواقعة في أقصى الشرق من الأبرشية، والتي تقع في:
- مقاطعة ريفرسايد
- مقاطعة سان بيرناردينو

### المنطقة الغربية
يشمل الرعايا الواقعة في أقصى الغرب من الأبرشية، والتي تقع في:
- مقاطعة لوس أنجلوس

### المنطقة الشمالية
يشمل الرعايا الواقعة في أقصى الشمال من الأبرشية، والتي تقع في:
- مقاطعة فريسنو
- مقاطعة إنيو
- مقاطعة كيرن
- مقاطعة كينغز
- مقاطعة سان لويس أوبيسبو
- مقاطعة سانتا باربرا
- مقاطعة تيولير
- مقاطعة فينتورا

### المنطقة الجنوبية
يشمل الرعايا الواقعة في أقصى الجنوب من الأبرشية، والتي تقع في:
- مقاطعة إمبريال
- مقاطعة أورانج
- مقاطعة سان دييغو

## المنظمات التابعة
- مدرسة القديس أثناسيوس والقديس كيرلس اللاهوتية[8]
- جمعية سانتا فيرينا الخيرية[9]
- دير القديس انطونيوس[10][11]
- دير (بيت اخوة) القديس بولس[12]
- أخوات القديسة فيرينا[13]

## أساقفة الأبرشية

### أسقف الأبرشية
المطران سرابيون ، أسقف لوس أنجلوس، ومتروبوليتان جنوب كاليفورنيا وهاواي. (1995 إلى الوقت الحاضر)

### الأساقفة المساعدون
- الاسقف سوريال (1997 إلى الوقت الحاضر)
- الأسقف أبراهام (2016 إلى الوقت الحاضر)
- الاسقف كيرلس (2016 إلى الوقت الحاضر)